# 1950年古巴议会选举
1950年6月1日，古巴举行议会选举。 自治党-民主党-自由党联盟赢得议会中66个议席中的42个。此次选举也是古巴在全国范围内举行的最后一次自由选举。